# Salidrosida
Salidrosida (Rhodiolosida) es un glucósido de tirosol que se encuentra en la planta Rhodiola rosea. Se cree que es uno de los compuestos responsables de la acción antidepresiva y ansiolítico de esta planta, junto con rosavin. La salidrosida puede ser más activa que rosavin, aunque muchos productos comercializados de Rhodiola rosea son extractos estandarizados de contenido de rosavin en lugar de salidrosida. 

## Enlaces extractos
- Esta obra contiene una traducción  derivada de «Salidroside» de Wikipedia en inglés, publicada por sus editores bajo la Licencia de documentación libre de GNU y la Licencia Creative Commons Atribución-CompartirIgual 4.0 Internacional.

- Datos: Q7404463
- Multimedia: Salidroside / Q7404463